# 张学锋 (1961年)
张学锋（1961年4月—）辽宁沈阳人，中国人民解放军少将。

## 生平
毕业于中国人民解放军国防大学联合战役指挥专业，研究生学历。是中国共产党党员。担任沈阳军区陆军第十六集团军装甲四师师长。2010年任沈阳军区陆军第四十集团军参谋长。2013年1月，接替彭勃任沈阳军区第四十集团军军长。2008年起担任第十一届全国人民代表大会解放军代表。2017年，任中国人民解放军东部战区陆军副司令员。2018年2月24日，当选为第十三届全国人大代表。
2010年12月晋升少将军衔。